# سنگ‌نوشته‌های پی‌بنای کاخ آپادانای تخت جمشید
سنگ‌نوشته‌های پی‌بنای کاخ آپادانای تخت جمشید الواحی باستانی است که از دوران زمامداری داریوش بزرگ به جا مانده‌است. این سنگ‌نوشته‌ها از زیر ستون‌های کاخ آپادانای تخت جمشید کشف شده‌است. دو سنگ‌نوشته‌ از این سنگ‌نوشته‌ها از جنس طلا و دو سنگ‌نوشته دیگر از جنس نقره می‌باشند. 
معنی سنگ‌نوشته‌ بی پناه یاد شده از داریوش:
داریوش شاه بزرگ، شاه شاهان، شاه کشورها، پسر ویشتاسپه، از ریشهٔ هخامنشی، داریوش شاه گوید: این است کشوری که من دارم. از جایگاه سکاهایی که آن سوی سغدند تا برسد به حبشه، از هندوستان تا برسد به لودیه، که آن را اهورامزدا، مُهست (بزرگترین) خدایان، به من بخشیده‌است. اهورامزدا مرا و این خاندان شاهی‌ام را بپاید.

## فرمان ساخت
بزرگترین و باشکوه‌ترین کاخ داریوش اول، کاخ آپادانای تخت جمشید بوده‌است. بنای این کاخ در تاریخ ۵۱۵ پیش از میلاد آغاز شد و تکمیل آن سی سال طول کشید. ساختمان این کاخ بزرگ و با شکوه، کاری ماندنی محسوب می‌شد، به همین سبب داریوش بزرگ فرمان داد تا نام و نشان و ویژگی‌های ایرانشهر (ایران) را بر چهار سنگ‌نوشته‌ (خشت) طلایی و چهار سنگ‌نوشته‌ نقره‌ای، به سه زبان و خط پارسی باستان، بابلی و ایلامی حک کنند و چهار جعبه سنگی که هر کدام ۴۵ سانتی‌متر طول و عرض و ۱۵ سانتی‌متر بلندی داشت، ساختند و در هر جعبه، یک سنگ‌نوشته‌ طلایی و یک سنگ‌نوشته‌ نقره‌ای به همراه چند سکه، از نوع سکه‌های ایونیه و لودیه و یونان، که در آن روزگار رواج داشت (در سال ۵۱۵ پیش از میلاد هنوز سکه‌های داریوش، موسوم به داریک یا داریوشی، ضرب نشده بود) قرار دادند و در چهار گوشه تالار کاخ، زیر پی دیوار آپادانا، با تخته سنگ‌هایی گران مدفون ساختند.

## اکتشاف

متن پارسی باستان

از میان این جعبه‌ها و گنجینه‌های داخل آن‌ها، چند عدد در طول ایام به تاراج رفته است؛ و جای خالی یکی از آن‌ها در گوشه شمال غربی آپادانا، در دل سنگ کوه آشکار مانده بود. فردریک کرفتر در سال ۱۳۱۳ خورشیدی به بررسی این‌جای خالی پرداخت و نتیجه گرفت که باید در گوشه‌های دیگر تالار نیز نمونه آن یافت شود. پس از کنده‌کاری و حفاری در گوشه شمال شرقی و جنوب شرقی، جعبه‌ها و گنجینه‌های درون آن‌ها را یافتند و به تهران فرستادند.
هم اینک سه عدد از سنگ نوشته‌ها (دو سنگ نوشته نقره و یک سنگ‌نوشته طلا) در موزه ملی ایران نگهداری می‌شود.

## دزدی لوح زرین
در اوایل انقلاب اسلامی یک لوح زرین توسط مدیریت وقت نصرت‌الله معتمدی نابود شد. سرقت دو لوح در سال ۱۳۷۷ کشف شد. معتمدی لوح نقره را بازگرداند ولی مدعی شد که لوح طلا را آب کرده و با پول آن پیکان خریده است.

## خطوط و ترجمه
روی هر یک از این چهار لوحه، متنی به سه زبان پارسی باستان (۱۰ سطر)، عیلامی (۷ سطر) و بابلی (۸ سطر) به خط میخی یک متن مشترک حک شده‌است. ترجمه این متن چنین است:

داریوش شاه بزرگ، شاه شاهان، شاه کشورها، پسر ویشتاسپه، از ریشهٔ هخامنشی، داریوش شاه گوید: این است کشوری که من دارم. از جایگاه سکاهایی که آن سوی سغدند تا برسد به حبشه، از هندوستان تا برسد به لودیه، که آن را اهورامزدا، مُهست (بزرگترین) خدایان، به من بخشیده‌است. اهورامزدا مرا و این خاندان شاهی‌ام را بپاید.